# عصيدة الأرز
عصيدة الرز "كونجي" /ˈkɒndʒiː/ هو اسم مشتق من الكلمة التاميلية كانديزي    وهي شكل من اشكال العصيدة المصنوعة من الرز عن طريق غلي الارز في كمية كبيرة من الماء الي ان ينضج. يعتمد سمك العصيده علي عامل النسبة والتناسب بين كمية الماء والرز . الا انه في العموم يختلف سمك عصيدة الزر عن سمك عصيدة الشوفان.
بالاعتماد علي تاريخ زراعه الارز في آسيا والذي يعود الي منطقة بايوي في نهر اليانغتسي السفلي حوالي عشرة الف قبل الميلاد،    فمن غير المرجح أن تكون عصيدة الارز " الكونجي" قد ظهرت قبل ذلك التاريخ. يتم تقديم العصيدة عادة مع الأطباق الجانبية، أو يمكن تغطيتها باللحوم والأسماك والخضروات المخللة .
تظهر العديد من المذكرات السجلات توثيق لتجارب تناول العصيدة الرقيقة من الرز او تقديمها كغذا في ازمان الحروب والمجاعات.  في بعض الثقافات، يتم تناول العصيدة بشكل أساسي كوجبة إفطار أو عشاء متأخر؛ وقد يأكلها البعض أيضًا كبديل للأرز في وجبات أخرى. غالبًا ما يُعتبر مناسبًا للمرضى باعتباره طعامًا خفيفًا وسهل الهضم.

## أصل الاسم
اشتق الاسم الشهير للعصيدة كونج من الكلمة التاميلية " كانسي". وقد اعتمد البرتغاليون اسم " كانجي" ، ولقد ورد ذكر الطبق واسمه في مستند عام 1563. تم اعتماد الاسم الإنجليزي من الاسم البرتغالي .  في الصين، يُعرف الكونجي باسم تشو ( (بالصينية: 粥; البينيين: zhōu; بالكانتونية: jūk) ، مع أول إشارة مسجلة تعود إلى عام 1000 قبل الميلاد خلال عهد أسرة تشو . توجد في آسيا العديد من الاطباق المماثلةبأسماء مختلفة.

## أصناف

### شرق اسيا

#### الصين
العصيده في الصين هي تعني في اللغة عصيدة الارز في جميع انحاء الجنوب، بينما في الشمال العصيدة قد تشير الي عصيدة دقيق الذرة او الدخن او الزرة الرفيعة وهذه الفروقات هي التي توضح الفرق في استهلاك وانتاج الحبوب.
في شمال غرب شانشي واجزاء منغوليا الداخلية، تُعرف عصيدة الأرز والدخن المخمرة باسم( جين : ‎cjy‏ ) وهي وجبة مشهورة شعبية. يتم نقع الأرز والدخن للسماح بالتخمير، ثم يتم تفريغ الماء للحصول على العصيدة. يتم تقديم الماء المفرغ كمشروب يسمى 酸米湯 ( جين الصينية: ‎cjy‏ ). يتم تناول العصيدة إلى جانب المخللات ، مثل اللفت، والجزر، والفجل، والكرفس. يمكن أن يتم تقليب العصيدة وتسمى 炒酸粥 ( ‎cjy‏ ). يمكن أيضًا طهي العصيدة بالبخار حتى تتحول إلى مواد صلبة تُعرف باسم 酸撈飯 ( ‎cjy‏ ). في حين أن الحبوب التقليدية هي الدخن ، إلا أنه يتم خلطها مع الأرز عندما تكون متاحة. تشتق العديد من التعبيرات الشعبية عن الحموضة من هذا الطبق.      
اما في انحاء شنغهاي وسوتشو والمناطق التي حولها، يطلق على عصيدة الأرز اللزجة الشهيرة المغطاة بمعجون الفاصوليا الحمراء وشراب الزيتون الحلو والسكر البني اسم ( باللغة الصينية وو).   كما تظهر هذا النوع من العصيدة في احد اشهر أغاني الأطفال الصينية.   
نشأت في قوانغدونغ، قرن البيض congee peidaansaujuk zuk ( الكانتونية) اصبح معروفا ومشهور علي مستوي البلاد في عام 2000. تم اختبارة في قائمة طعام كنتاكي في شنغهاي لاول مره في عام 2002 وتم طرحه لاحقًا على جميع مطاعم كنتاكي في البر الرئيسي للصين وتايوان.   في عام 2020، كشفت شركة طلب الطعام عبر الإنترنت Ele.me عن احتلال عصيدة البيض القرنية المرتبة العاشرة في طلبات الإفطار في كل مدينة صينية رئيسية تقريبًا حتى أقصى الشمال مثل هاربين.  

#### تايوان، جمهورية الصين
علي مستوي تايوان يعرف الكونجي في تايوان، باسم ام في هوكين التايوانية او يعرف ايضا بي اكسفان في الماندرينية التايوانية. غالبًا ما يتم إضافة البطاطا الحلوة أو جذر القلقاس أو بيض القرن لمزيد من النكهة. الطبق المشهور في تايوان هو عصيدة سمك اللبن .[بحاجة لمصدر]

#### أندونيسيا

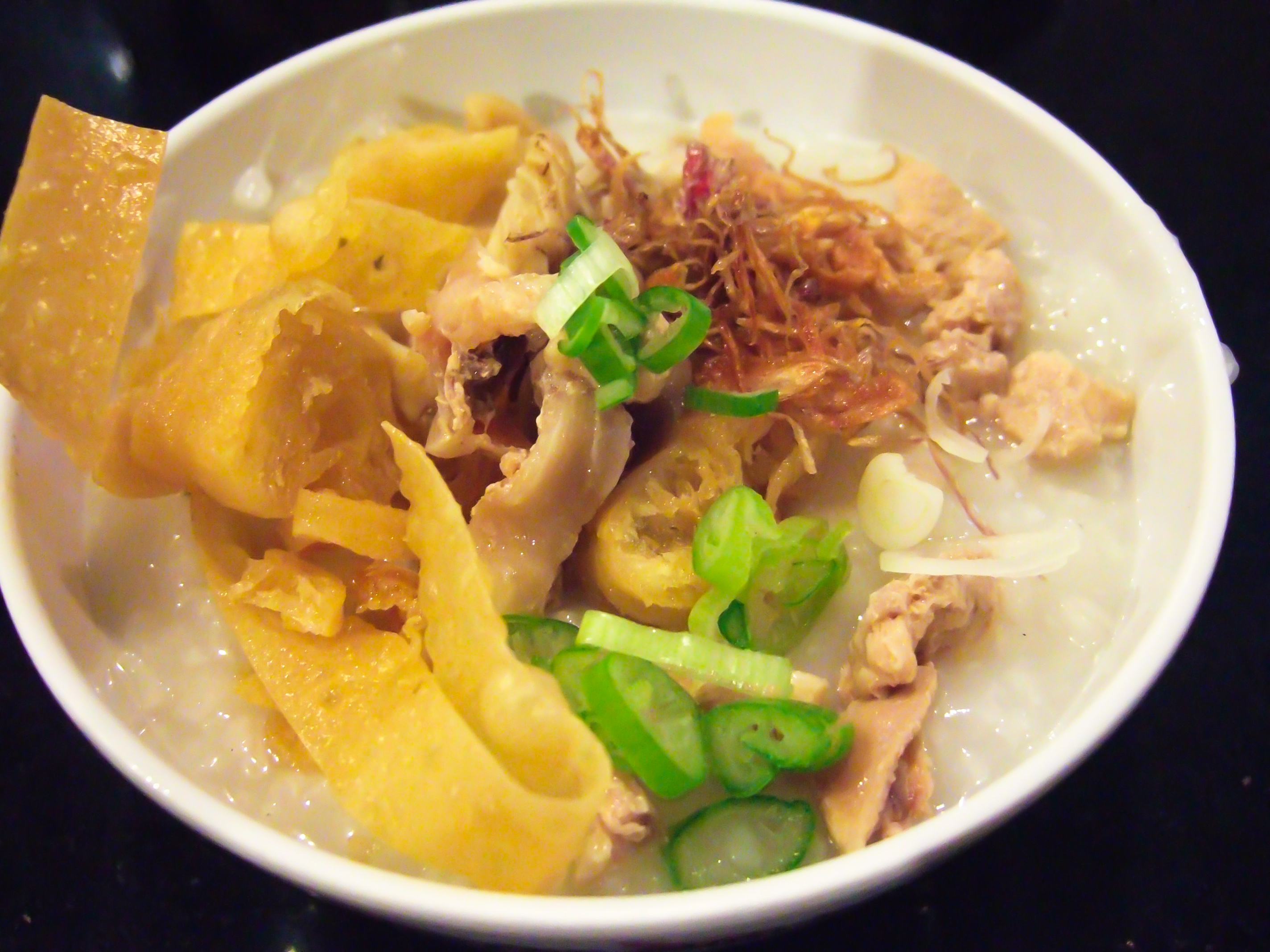
بوبور أيام ، كونجي الدجاج الإندونيسي

### في الهند

#### تاميل نادو
كانجي هو طبق شعبي في ولاية تاميل نادو. ويعتبر الطبق طبق إفطار مغذي أساسي للطبقات العاملة ورغم ذلك يتم إستهلاكة في كثير من الاحيان في الغداء والعشاء ايضاً. بالاضافة الي ذلك كل الطبقات تعتبر الكانجي طعام جيد أثناء فترة النقاهة، وذلك لسهولة الهضم. تشمل الأنواع المختلفة من الكانجي في ولاية تاميل نادو كانجي الأرز (الأكثر شعبية): وتشمل الاختلافات كانجي الأرز الحلو (يضاف الحليب والسكر/الجاجري إلى حساء الأرز المطبوخ) أو كانجي الأرز المالح (يضاف اللبن الرائب والملح إلى حساء الأرز)؛ كانجي القمح، كانجي الفاصوليا الخضراء، كانجي الراجي/الدخن، كانجي الحبوب المتعددة.

#### سريلانكا
تعرف عصيدة الرز في سريلانكا ، باسم كيندا باللغة السنهالية .  يتسخدم شعب سيرلانكا السنهالي عصيدة الرز كوجبة إفطار وايضاً كطبق جانبي ومدعم للعلاج ويتم عادة تحضيره بعدد من المكونات،  بما في ذلك الأرز، والأرز المحمص، ودقيق الأرز، ودقيق الدخن، والساغو، وحليب جوز الهند، والأعشاب، والدرنات، ودقيق الكيتول ، وفول المونج. عندما يتم تحضيره بالأرز والماء فقط .
في العادي تحضر العصيده من غير ملح تعرف العصيده باسم هال كيندا الا انه في بعض الاحيان عند اضافة الملح فانها تعرف باسم لونو كيندا، ويتم استخدام هذا الطبق كجزء من عمليات التطهير في التقاليد الطبية الاصلية الأصلية. إذا تم استخدام الأرز المحمص، فإن العصيدة تصبح بندي هال كيندا ، والتي تستخدم لعلاج أمراض الإسهال. إذا كان دقيق الأرز وحليب جوز الهند هما المكونان الرئيسيان، فإن هذا النوع من العصيدة يُعرف باسم كيريا . إذا تم استخدام دقيق الدخن والماء، فإنه يعرف باسم كوراكان أناما . إذا تم إضافة حليب جوز الهند، يسمى الطبق كوراكان كندة . إذا تم استخدام الساغو، فإن هذا النوع من العصيدة يُعرف باسم ساو كيندا . نوع خاص من العصيدة يتم تحضيره من المنتجات الثانوية لإنتاج زيت جوز الهند يُعرف باسم بول كيري كيندا . هناك العديد من أنواع كولا كيندا ، وهي عصيدة تحتوي علي أعشاب مثل الكمون والتي في بعض الاحيان يصف الطبيب انواع خاصة من الكولا كيندا، يُعرف في ظل ظروف معينة باسم بيهيت كيندا . يستخدم القرويون السنهاليون اواني محدده لاعداد العصيدة، مثل درنات نوع Diascorea . إذا تم خلط دقيق الكيتول مع الماء المغلي وإضافة حليب جوز الهند إليه، فإن هذا النوع الخاص من العصيدة يُعرف باسم كيتول بيتي كيندا . تُعرف كيندا المحضرة بفاصوليا المونج باسم مونج إيتا كيندا .

### أوروبا

#### هنغاريا/ المجر
يتم اعداد طبق عصيدة الرز في المجر، و يطلق عليه اسم رزكاسا rizskása، وهو طعام مجري تقليدي لدى السكان المجريين في نطاق المجر العليا ( سلوفاكيا اليوم) ويُستخدم أيضًا كحشوة للفطائر.

## روابط خارجية
- عصيدة الدجاج . نيويورك تايمز للطبخ .

قالب:Rice dishes